# Migazesh Colles
I Migazesh Colles sono una struttura geologica della superficie di Venere.